# Aéroport international de Ciudad Victoria
Pour les articles homonymes, voir CVM.
L'aéroport international Général Pedro José Méndez (espagnol : Aeropuerto Internacional General Pedro José Méndez, code IATA : CVM • code OACI : MMCV • code DGAC M. : CVM), également connu sous le nom d'aéroport international de Ciudad Victoria, est un aéroport international situé à Ciudad Victoria, dans l’État du Tamaulipas, au nord-est du Mexique. Il gère le trafic aérien de la ville de Ciudad Victoria. L'aéroport est exploité par Aeropuertos y Servicios Auxiliares, une société appartenant au gouvernement fédéral. 

## Information
En 2017, l'aéroport a accueilli 63 144 passagers, et en 2018, 59 696 passagers. 
L'aéroport a un terminal avec un hall, plus un salon VIP Aeromar, le Salón Diamante, ouvert à tous les passagers de la compagnie aérienne. 

## Galerie

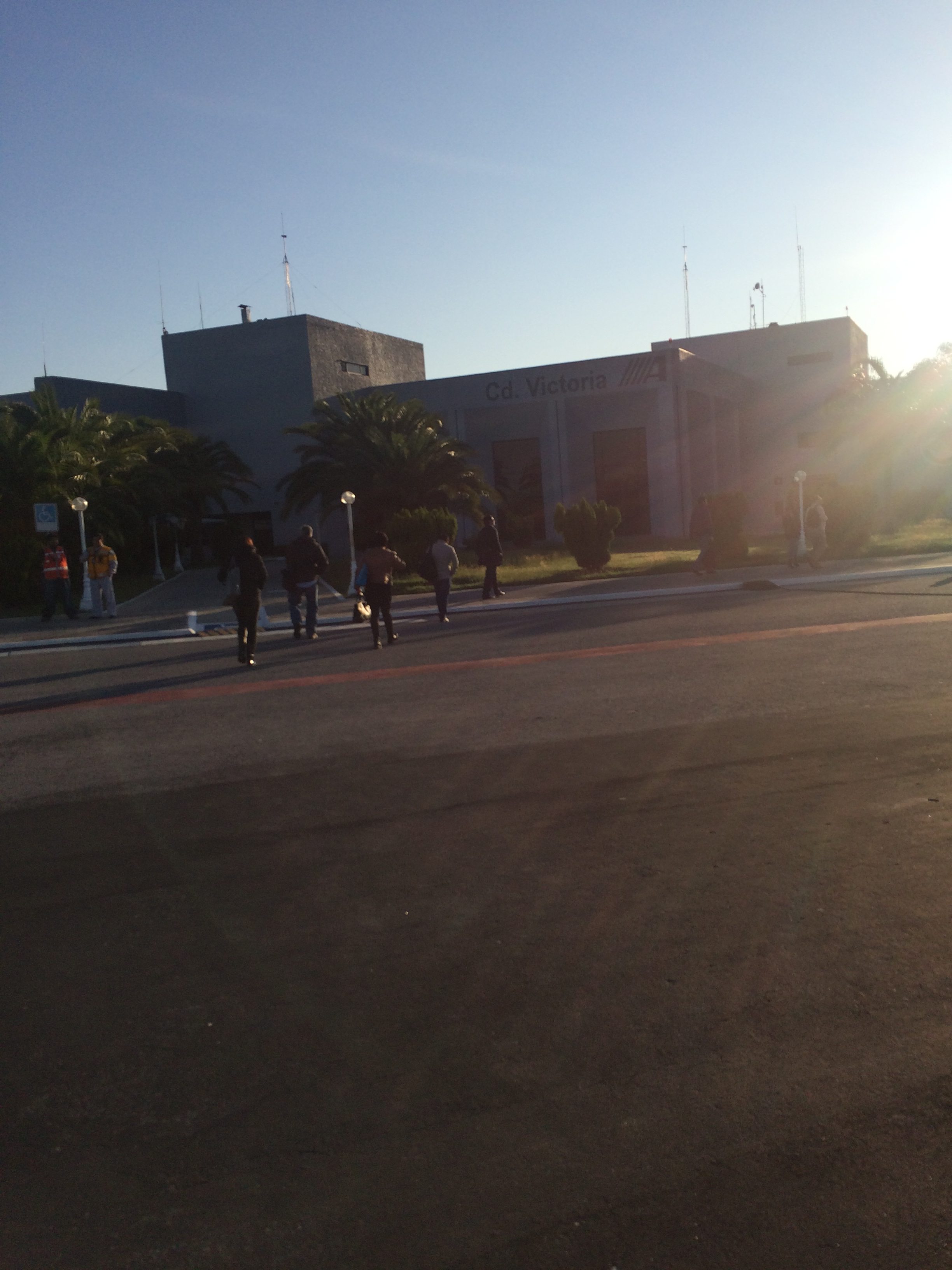
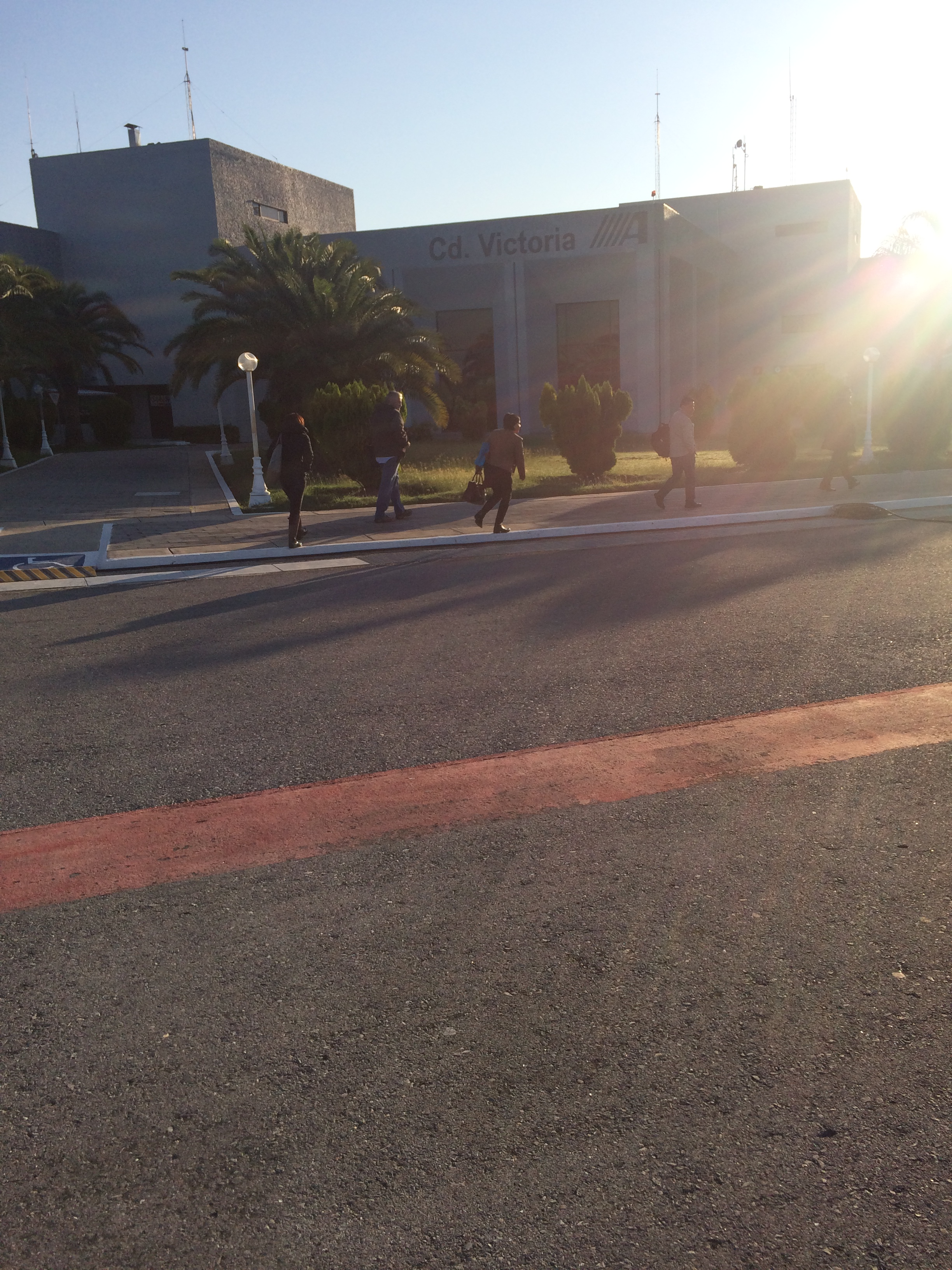
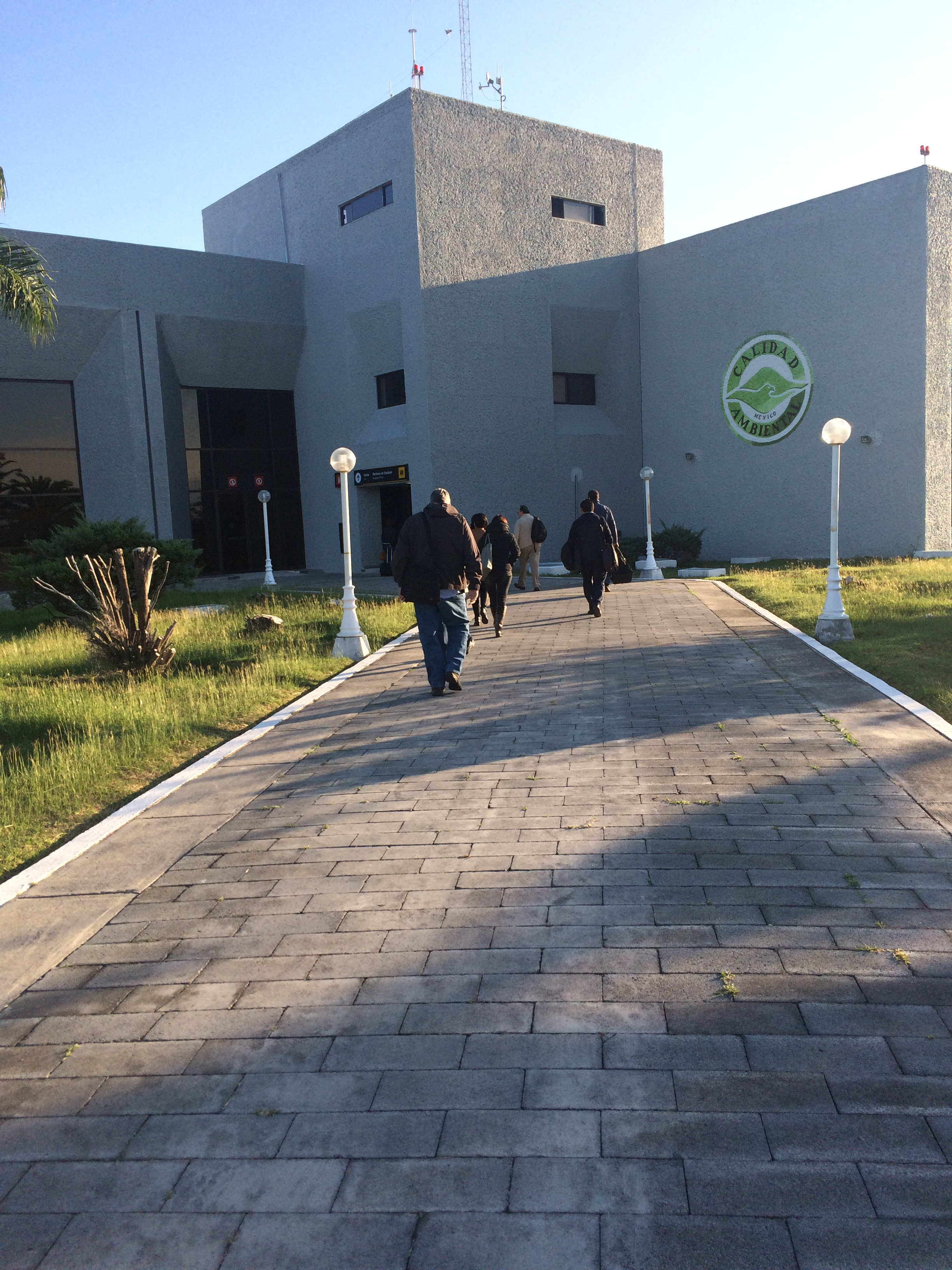
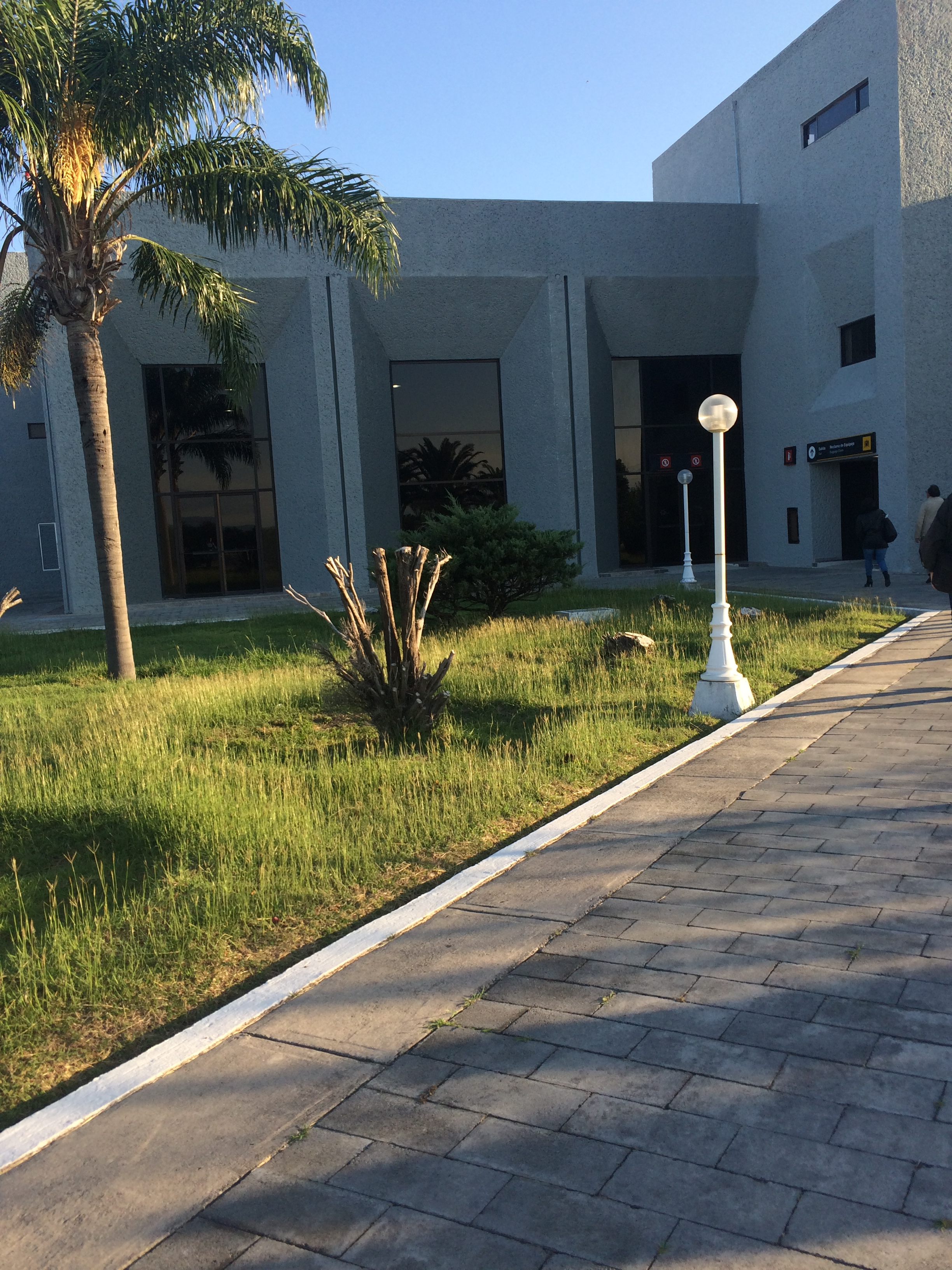
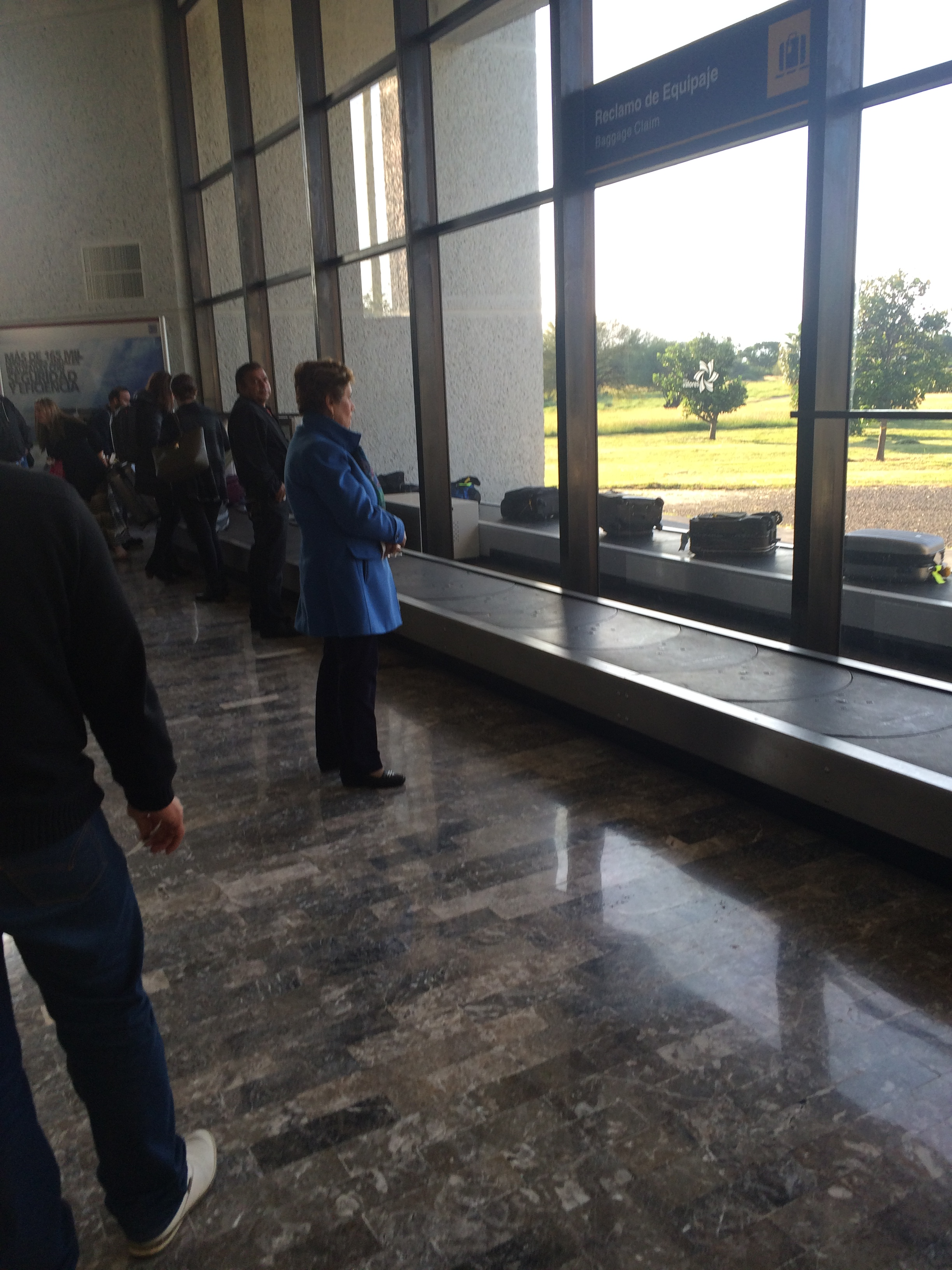
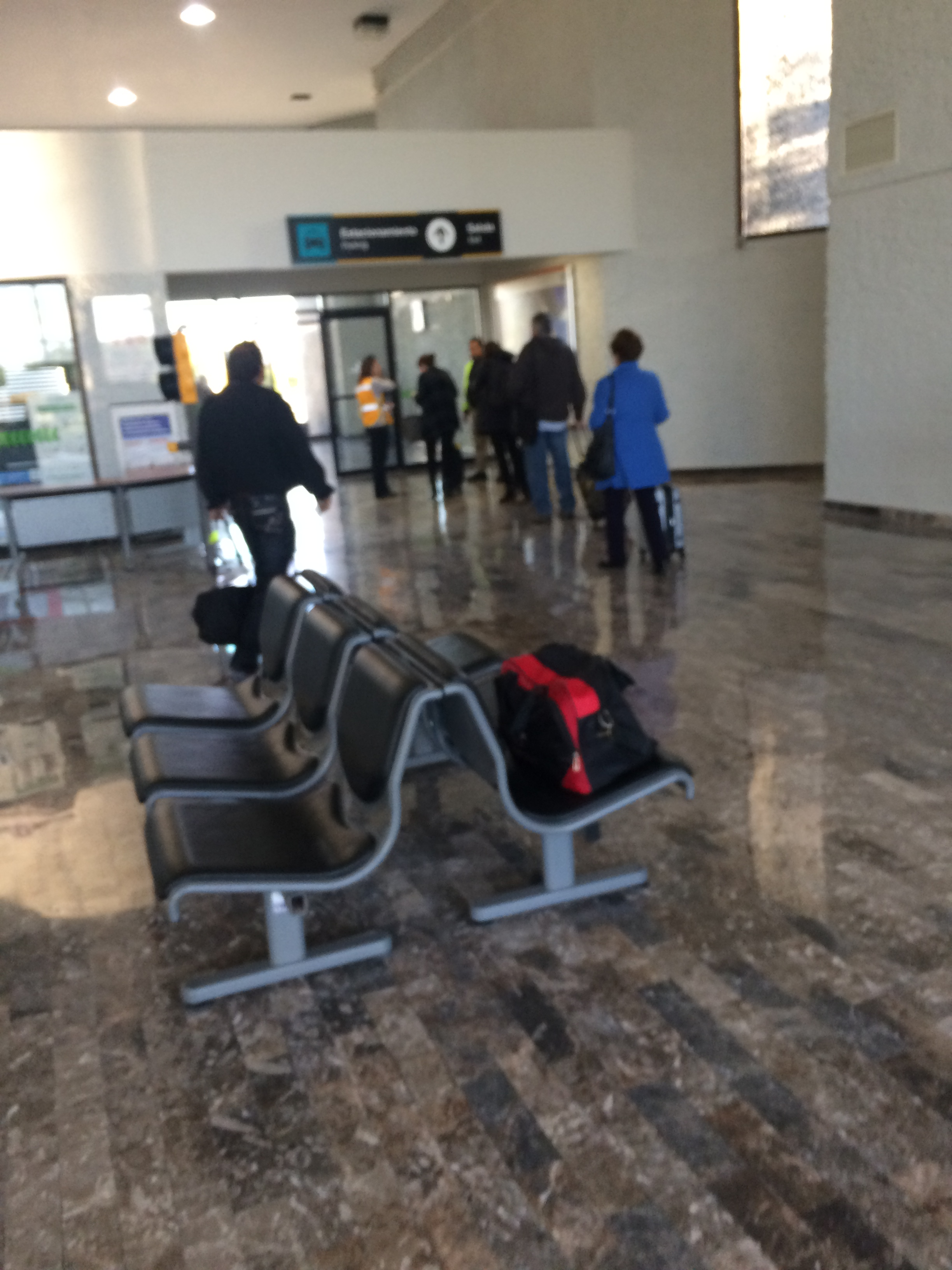
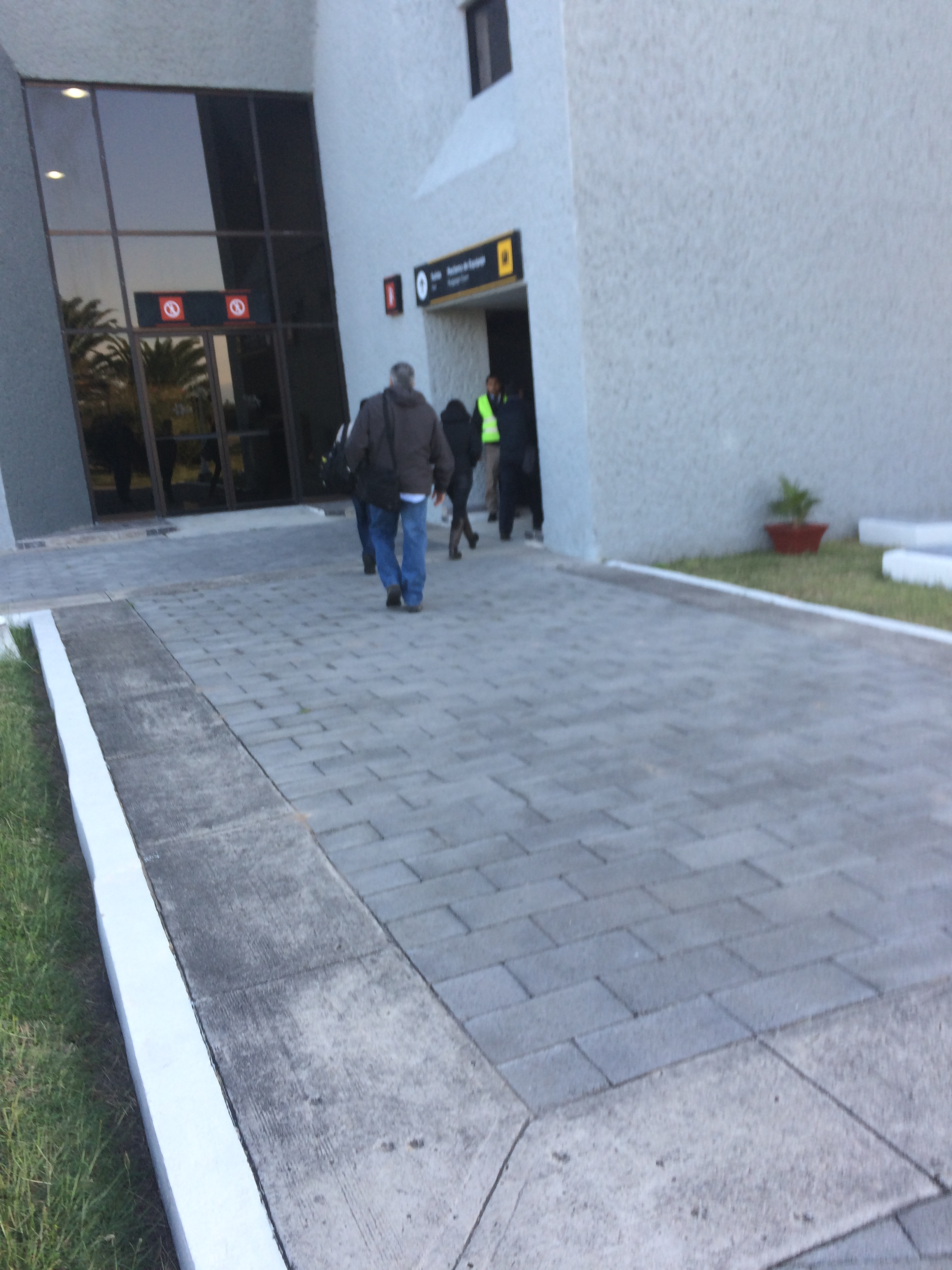

## Situation
| \| 500 km1:6 468 000 \| Acapulco Aguascalientes Huatulco Campeche Cancún Chetumal Chihuahua Ciudad · del Carmen Ciudad Juárez Ciudad · Obregón Ciudad · Victoria Colima Cozumel Culiacán Guanajuato Durango Guadalajara Hermosillo Ixtapa · Zihuatanejo La Paz San José · del Cabo Los Mochis Matamoros Mazatlán Mérida Mexicali Mexico B.J. Mexico F.A. Minatitlán Monterrey Morelia Nuevo · Laredo Oaxaca Playa · de Oro Puebla Puerto · Escondido Puerto · Vallarta Querétaro Reynosa San Luis · Potosí Tampico Tapachula Tepic Tijuana Toluca Torreón Tuxtla Gutiérrez Uruapan Veracruz Villahermosa Zacatecas |
| 500 km1:6 468 000 |

## Statistiques
Pour des raisons techniques, il est temporairement impossible d'afficher le graphique qui aurait dû être présenté ici.

Voir la requête brute et les sources sur Wikidata.

## Compagnies aériennes et destinations

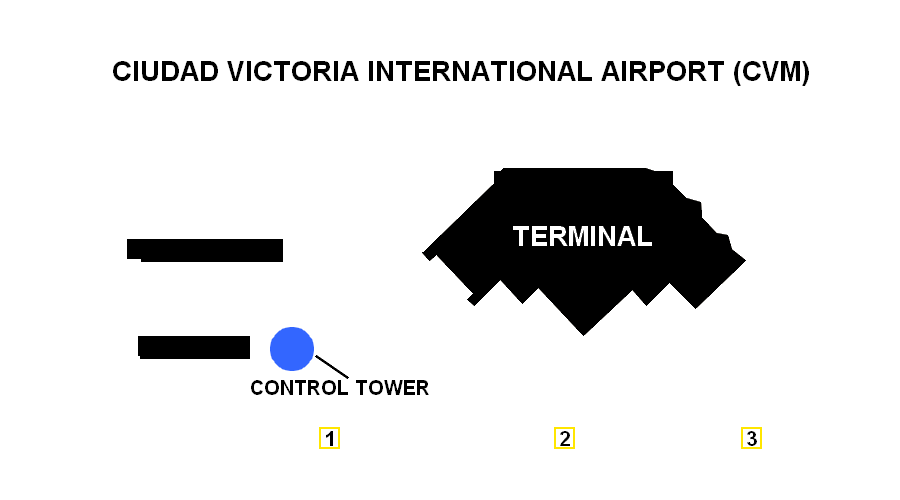
Plan du terminal

| Compagnies | Destinations     |
| ---------- | ---------------- |
| Aeromar    | Mexico-B. Juárez |

## Voir également
- Liste des aéroports les plus fréquentés au Mexique